# Hector Rail 161
De serie 161 is een elektrische locomotief voor het goederenvervoer van de Zweedse spoorwegonderneming Hector Rail.

## Geschiedenis
De locomotief werd ontwikkeld en gebouwd door Thunes mekaniske verksted in Oslo. De elektrische installatie werd door Allmänna Svenska Elektriska Aktiebolaget (ASEA) gebouwd. Deze locomotief heeft net als de serie El 14 twee drieassige draaistellen.
Deze locomotieven deden uitsluitend dienst in het goederenvervoer van CargoNet, vroeger bekend als NSB Goden.
Deze locomotieven doen tegenwoordig uitsluitend dienst in het goederenvervoer van Hector Rail.

## Constructie en techniek
De locomotief heeft een stalen frame. Bij de draaistellen drijft een elektromotor een as aan.

### Nummers
Deze locomotieven werden door de Hector Rail als volgt genummerd:
| Lijst van de El. 15 |             |               |                    |             |
| Nummer NSB          | Eigenaar    | Fabrikanten   | Nummer Hector Rail | Opmerkingen |
| 2191                | Hector Rail | Thune en ASEA | 161 101            |             |
| 2192                | Hector Rail | Thune en ASEA | 161 102            |             |
| 2193                | Hector Rail | Thune en ASEA | 161 103            |             |
| 2194                | Hector Rail | Thune en ASEA | 161 104            |             |
| 2195                | Hector Rail | Thune en ASEA | 161 105            |             |
| 2196                | Hector Rail | Thune en ASEA | 161 106            |             |

## Treindiensten
De locomotieven worden door Hector Rail ingezet in het goederenvervoer.